# 14012 Amedee
14012 Amedee este un asteroid din centura principală de asteroizi.

## Descriere
14012 Amedee este un asteroid din centura principală de asteroizi. A fost descoperit pe 6 decembrie 1993 la Geisei de Tsutomu Seki. Asteroidul prezintă o orbită caracterizată de o semiaxă mare de 2,87 ua, o excentricitate de 0,13 și o înclinație de 13,8° în raport cu ecliptica.